# Cichlasoma pearsei
Cichlasoma pearsei är en fiskart som först beskrevs av Hubbs, 1936.  Cichlasoma pearsei ingår i släktet Cichlasoma och familjen Cichlidae. Inga underarter finns listade i Catalogue of Life.